# ゴーイング・ポスタル
ゴーイング・ポスタル（Going postal）は、アメリカ英語のスラングで、特に職場において、制御不能なほどに激高することをいう。この状態になると、暴力事件にまで発展しかねないというニュアンスがある。
1986年以降、アメリカ合衆国郵便公社（United States Postal Service, USPS）の職員による、上司や同僚、警察官や一般市民を標的とした大量殺人が相次いだことに由来する。1970年から1997年までの期間、少なくとも40人が郵便公社の職員または元職員によって殺害されており、このうち20件が職場内暴力（workplace rage）に関連した事件とされる。

## 語源
「ゴーイング・ポスタル」の用例として最も古い記録は、1993年12月17日付『セントピーターズバーグ・タイムズ』に掲載された記事である。
このシンポジウムはアメリカ郵便公社がスポンサードしていますが、この郵便公社ではいま、「ゴーイング・ポスタル」と一部から呼ばれるほどの強烈なストレスによる大爆発が起こっています。1983年以降、11ヶ所の郵便局で銃撃事件があり、35人が死亡しているわけです。郵便公社は「ゴーイング・ポスタル」という表現を認めておらず、この表現をつかわないように呼びかけています。しかし、一部の郵便局員からはもう定着した言葉だという声も聞かれます。

The symposium was sponsored by the U.S. Postal Service, which has seen so many outbursts that in some circles excessive stress is known as 'going postal.' Thirty-five people have been killed in 11 post office shootings since 1983. The USPS does not approve of the term "going postal" and has made attempts to stop people from using the saying. Some postal workers, however, feel it has earned its place.
1993年12月31日付『ロサンゼルス・タイムズ』の記事では、次のように用いられた。
全国的にみれば、もっと深刻な銃乱射事件が発生しているにもかかわらず、職場内での銃撃事件にかんしては「ゴーイング・ポスタル」と呼ばれており、言葉に新たな使い方が生まれている。

Unlike the more deadly mass shootings around the nation, which have lent a new term to the language, referring to shooting up the office as "going postal".

## 有名な「ゴーイング・ポスタル」事件

### 1986年オクラホマ州エドモンド
1986年8月20日、オクラホマ州エドモンドにて、郵便局員パトリック・ヘンリー・シェリルが職場内で銃を乱射した。14人の職員が射殺され、6人が負傷した。シェリルは犯行後に自らの頭を撃ち自殺した。

### 1991年ニュージャージー州リッジウッド
1991年、ニュージャージー州リッジウッドにて、
元郵便局員ジョーゼフ・M・ハリス（Joseph M. Harris）が、元上司キャロル・オット（Carol Ott）とオットのボーイフレンドだったコーネリアス・キャステン・ジュニア（Cornelius Kasten Jr.）を彼らの自宅にて殺害した。事件翌日の1991年10月10日朝、ハリスはさらにリッジウッド郵便局に務める郵便仕分け作業員で59歳のジョーゼフ・M・バンダーパーウ（Joseph M. VanderPaauw）をプロスペクトパークで、同じく郵便仕分け作業員で63歳のドナルド・マクノート（Donald McNaught）をポンプトン・レイクスにて殺害した。

### 1991年ミシガン州ロイヤルオーク

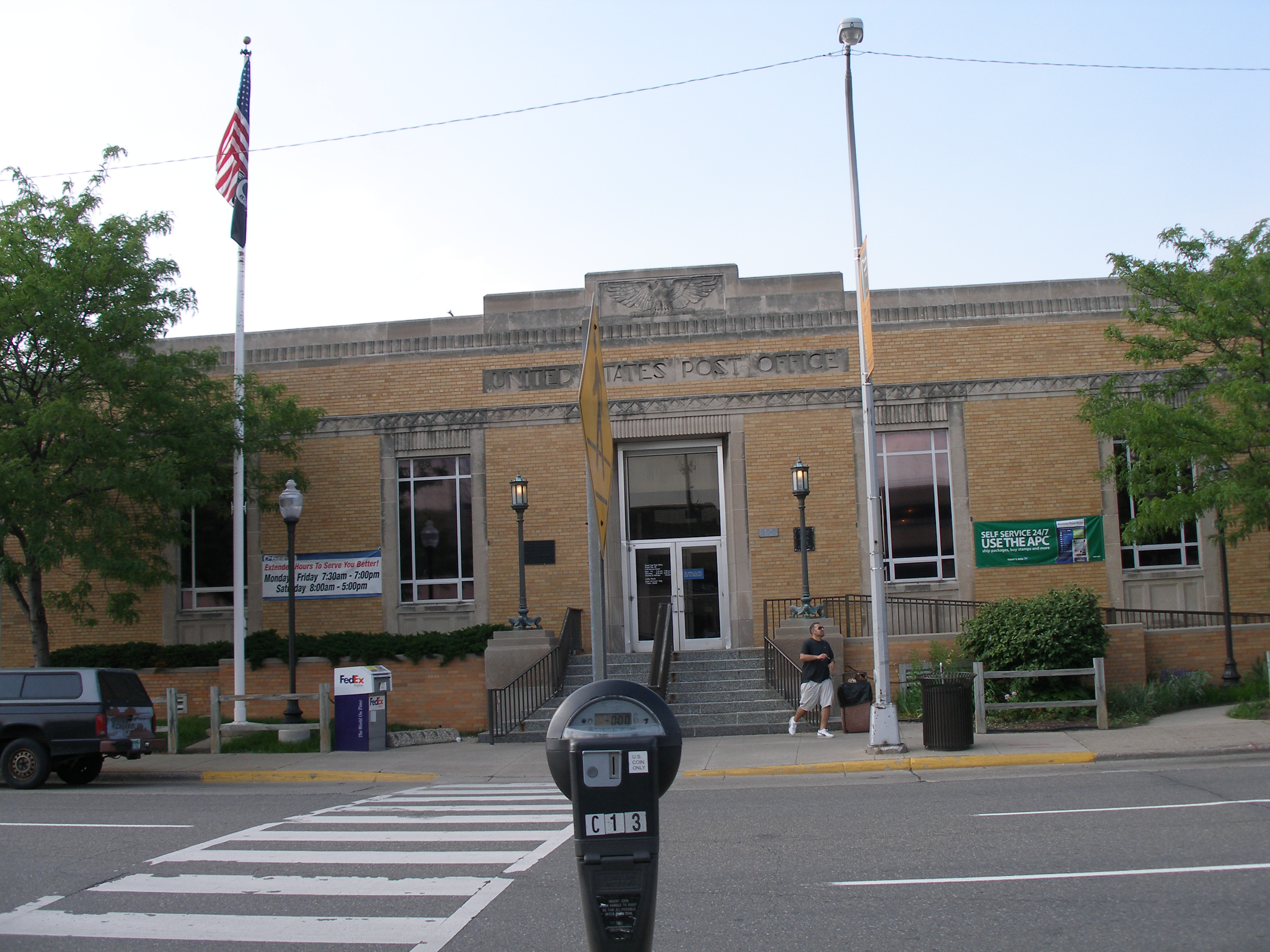
ロイヤルオーク郵便局

1991年11月14日、ミシガン州ロイヤルオークにて、元郵便局員トーマス・マキルベイン（Thomas McIlvane）が郵便局内でライフル銃を乱射し、自らを含む5人を殺害した。事件はマキルベインが「反抗的」（insubordination）との理由で解雇された直後に発生した。彼は以前にも郵便配達中に客と口論を起こしたことから停職処分を受けたことがあった。
事件前、ロイヤルオーク郵便局には労使関係や運営に関連した問題の報告や顧客サービスへの苦情が相次いでいたこともあり、事件は地元メディアの注目を集めた。カール・レビン上院議員の事務所が事件の調査を行い、1991年9月10日には調査結果が覚書きとして要約された。この覚書きによれば、マキルベインによる乱射事件以前には、嫌がらせ、脅迫、虐待、えこひいきに基づく昇進あるいは降格が横行し、郵便配達およびサービスに関する幅広い問題が多数存在したという。

### 1993年の2つの事件
1993年5月6日、2件の殺人事件がわずか数時間の間に起きている。ミシガン州ディアボーンの郵便局では、ローレンス・ジャション（Lawrence Jasion）が3人を負傷させ、1人を殺害した後に自殺した。カリフォルニア州デイナポイントでは、マーク・リチャード・ヒルバーン（Mark Richard Hilbun）が母親と飼い犬を殺した後、2人の郵便局員を射殺した。この2件の殺人事件を受け、郵便公社は同年中に85名の職場環境分析者を雇用し、85ヶ所の郵便管区に配置した。職場環境分析者は暴力の排除と環境の向上を職務としていたが、2009年には郵便公社小型化努力の一環として全て廃止された。

### 2006年カリフォルニア州ゴリータ
2006年1月30日、元郵便局員ジェニファー・サンマルコ（Jennifer San Marco）が、カリフォルニア州ゴリータの郵便仕分け施設で拳銃を乱射し、6人の郵便局員を射殺した後に自殺した。また、事件後には彼女がかつて暮らしていたマンションにて警察が7人目の犠牲者を発見している。報じられたところによれば、郵便公社では2003年に精神状態の問題を理由にサンマルコを解雇していたという。この事件は女性によって引き起こされたものとしては、アメリカにおける最悪の職場内銃乱射事件であると考えられている。

### 2006年オレゴン州ベーカーシティ
2006年4月4日、オレゴン州ベーカーシティの郵便配達員グラント・ギャラーは上司を殺害したことを認めた 。伝えられるところによれば、ギャラーは郵便局長を殺害するために.357マグナムリボルバーを購入して郵便局へと向かった。駐車場で上司を見つけると複数回繰り返し車で轢き、それから郵便局へ向かって局長を探したものの見つけられず、駐車場に戻って上司を射殺した。ギャラーは事件3週間前に新しい配達ルートに割り当てられたが、そのために労働時間が伸びて一週間続けて働かねばならなくなったことなどにプレッシャーを感じていたという。

### 2017年オハイオ州コロンバス
2017年12月23日、郵便局員デシャウーン・スチュワート（DeShaune Stewart）が2人の同僚、上司、郵便局長を射殺した。

## 分析
研究者によれば、郵便関連施設職員による殺人事件の割合は他の業種より低いという。この割合が最も高いのは、労働者100,000人あたり1年に2.1件の殺人が起こるとされる小売業である。全ての業種を含めた場合、労働者100,000人あたり1年に0.77件の殺人が起こるとされ、一方で郵便業の場合は労働者100,000人あたり1年に0.22件の殺人が起こるとされた。
1993年、アメリカ合衆国議会では、郵便公社における暴力事件の実態を探るために合同聴聞会を開いた。この中では郵便業労働者の割合は民間常勤労働者の1％未満であるにもかかわらず、職場内殺人の13％が郵便関連施設にて職員または元職員によって引き起こされていることが問題視された。

## 文化への影響
論争を呼びがちなビデオゲームシリーズ『ポスタル』は、この語にちなんだタイトルである。1作目でプレイヤーが演じるのは残虐な大量殺人者で、以後のシリーズ作では給料を受け取るなどの日常的な雑用がプレイヤーの目的となるが、同時に不必要に暴力的な選択肢も引き続き用意されている。1997年、郵便公社は「ポスタル」（Postal）という語の使用差し止めを求めて、製作元のランニング・ウィズ・シザーズ社（RWS）を訴えた。一方でRWS側はポスタルというタイトルではあっても、郵便公社やその職員とは全く無関係のゲームであると主張した。2003年、権利の侵害は認められないとして棄却された 。
1995年の映画『クルーレス』の劇中でもこの語が用いられ、この映画によって一般に広く知られるようになったと言われている。撮影当時はまだ珍しい言い回しであったため、俳優たちはgo postalなる台詞の意味を理解できなかったという。